# Ventanas (álbum)
Ventanas, lanzado en el año 2009, es el tercer álbum publicado del grupo de música popular latinoamericana Aca Seca, oriundo de la Ciudad de La Plata, Provincia de Buenos Aires, Argentina.

## Lista de canciones
| Lista de canciones - edición para ... |                           |                                      |          |  |
| N.º                                   | Título                    | Escritor(es)                         | Duración |  |
| 1.                                    | «Paloma»                  | Juan Quintero                        | 3:08     |  |
| 2.                                    | «La mañana»               | Juan L. Ortiz y Sebastián Macchi     | 2:55     |  |
| 3.                                    | «María»                   | Eduardo Mateo                        | 3:03     |  |
| 4.                                    | «Ventanas»                | José Flamenco                        | 3:25     |  |
| 5.                                    | «Pobre mi negra»          | (Anónimo)                            | 3:22     |  |
| 6.                                    | «Distancia»               | Andrés Beeuwsaert                    | 1:29     |  |
| 7.                                    | «Chiquita»                | Edgardo Cardozo                      | 4:11     |  |
| 8.                                    | «Pasan»                   | Andrés Beeuwsaert                    | 3:40     |  |
| 9.                                    | «Canción de las cantinas» | Manuel Castilla y Rolando Valladares | 3:05     |  |
| 10.                                   | «Esa tristeza»            | Eduardo Mateo                        | 2:41     |  |
| 11.                                   | «Solitario»               | Juan Quintero                        | 2:27     |  |
| 12.                                   | «Casa»                    | Andrés Beeuwsaert                    | 1:47     |  |